# Presa del lago Homs
La presa del lago Homs, también conocida como presa Qattinah, es una presa construida por los romanos cerca de la ciudad de Homs, Siria, que sigue en uso en la actualidad.

## Historia
Contrariamente a una hipótesis más antigua que vinculaba provisionalmente los orígenes de la presa al gobernante egipcio Sethi (1319-1304 a. C.), la estructura data del año 284 d. C., cuando fue construida por el emperador romano Diocleciano (284-305 d. C.) con fines de regadío. Con una capacidad de 90 millones de m³, se considera el mayor embalse romano en el Próximo Oriente y puede que incluso fuera el mayor embalse artificial construido hasta entonces. Sorprendentemente, el embalse ha sufrido muy poca sedimentación desde entonces.

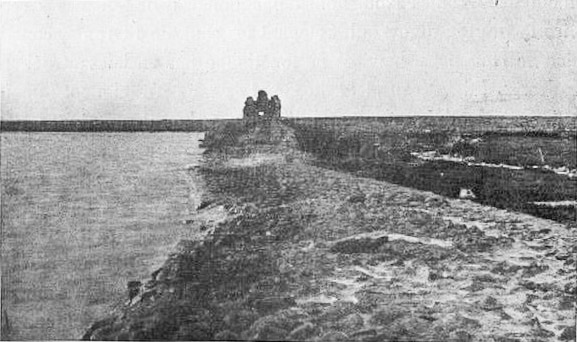
Presa del lago Homs, con su torre romana, 1921

La presa de gravedad de mampostería, de 2 km de longitud y 7 m de altura, está formada por un núcleo romano de hormigón protegido por bloques de basalto. La curvatura ligeramente apuntada de la presa sigue el curso de una larga cresta de basalto, por lo que sólo tiene un parecido superficial con una presa de arco.
En 1938 se elevó el nivel de la presa[vaga], aumentando el volumen del lago artificial a 200 millones de m³.